# Parthenicus femoratus
Parthenicus femoratus är en insektsart som först beskrevs av Van Duzee 1925.  Parthenicus femoratus ingår i släktet Parthenicus och familjen ängsskinnbaggar. Inga underarter finns listade i Catalogue of Life.